# 小川園子
小川 園子（おがわ そのこ）は、日本の心理学者（実験心理学）。筑波大学名誉教授。専門分野は行動神経内分泌学。
1975年に神奈川県立平塚江南高校を卒業後、筑波大学第二学群人間学類に1期生として入学し、心理学を専攻する。1979年、筑波大学大学院心理学研究科比較心理学専攻に進学後、退学して、コネチカット大学生物行動学科（Biobehavioral Sciences）に留学し、博士号（Ph.D. in Neuroscience）を取得する。博士論文は「Genetical and Endocrinological Bases of Pregnancy-Induced Aggressive Behavior in Mice」（1988年5月）。
1994年からロックフェラー大学にて研究員、助教授、教授として勤務したのち、2014年10月より筑波大学教授に着任した。

## 注・参照文献
1. ↑  「企画特集　２【青春スクロール】平塚江南高校（６）」『朝日新聞』2013年12月6日。オリジナルの2013年12月24日時点におけるアーカイブ。2013年12月24日閲覧。
2. 1 2  “小川 園子(オガワ ソノコ; Ogawa, Sonoko)”. 筑波大学研究者総覧 (2019年12月17日). 2020年2月29日閲覧。
3. 1 2  小川園子「＜わたしの提言＞学際的・国際的であることに関する私見」『筑波フォーラム』第71号、筑波大学、2005年11月、121-125頁、NAID 120000843170。
4. ↑  “Commencement Programs”. OpenCommons@UConn.   University of Connecticut (1988年5月22日). 2020年2月29日閲覧。